# Colibri à dos noir
Ramphomicron dorsale
Espèce
Statut de conservation UICN

 EN B1ab(i,ii,iii) : En danger
Statut CITES
Le Colibri à dos noir (Ramphomicron dorsale) est une espèce de colibris de la sous-famille des Lesbiinae et de la tribu des Lesbiini.

## Distribution
Le Colibri à dos noir est endémique de la Sierra Nevada de Santa Marta (Colombie).

Carte de répartition de l'espèce

## Référence
(en) « Neotropical Birds Online », Cornell Lab of Ornithology, 30 septembre 2011